# اکنون دموکراسی برای جهان عرب
اکنون دموکراسی برای جهان عرب (انگلیسی: Democracy for the Arab World Now) که با حروف اختصاری DAWN نیز شناخته می‌شود، یک سازمان غیرانتفاعی آمریکایی است که در سپتامبر سال ۲۰۲۰ میلادی، به ابتکار جمال خاشقجی، روزنامه‌نگار اهل عربستان سعودی که به قتل رسید، تأسیس و شروع به فعالیت کرد. ستاد اصلی این سازمان در واشینگتن، دی.سی. واقع شده و فعالیت آن همچنان بر دفاع از ارزشهای دموکراسی و حقوق بشر در جهان عرب متمرکز مانده است.
خانم سارا لی ویتسون که مدیریت اجرایی سازمان اکنون دموکراسی برای جهان عرب را بر عهده دارد، می‌گوید که باور به این حقیقت که تنها دموکراسی و آزادی، صلح و امنیت پایدار را در خاورمیانه و شمال آفریقا به ارمغان می‌آورد، اساس وجود این سازمان است. وی اضافه کرد که سازمان اکنون دموکراسی برای جهان عرب، توسط افراد و بنیادهای خصوصی تأمین مالی شده و از قبول هر گونه کمک مالی دولتی اجتناب می‌کند. چرا که یکی از اهداف سازمان، یادآوری این نکته به کشورهای غربی است که حمایت از دولتهای مستبد، مسئولیت به همراه دارد.